# Rudolf Jürschik

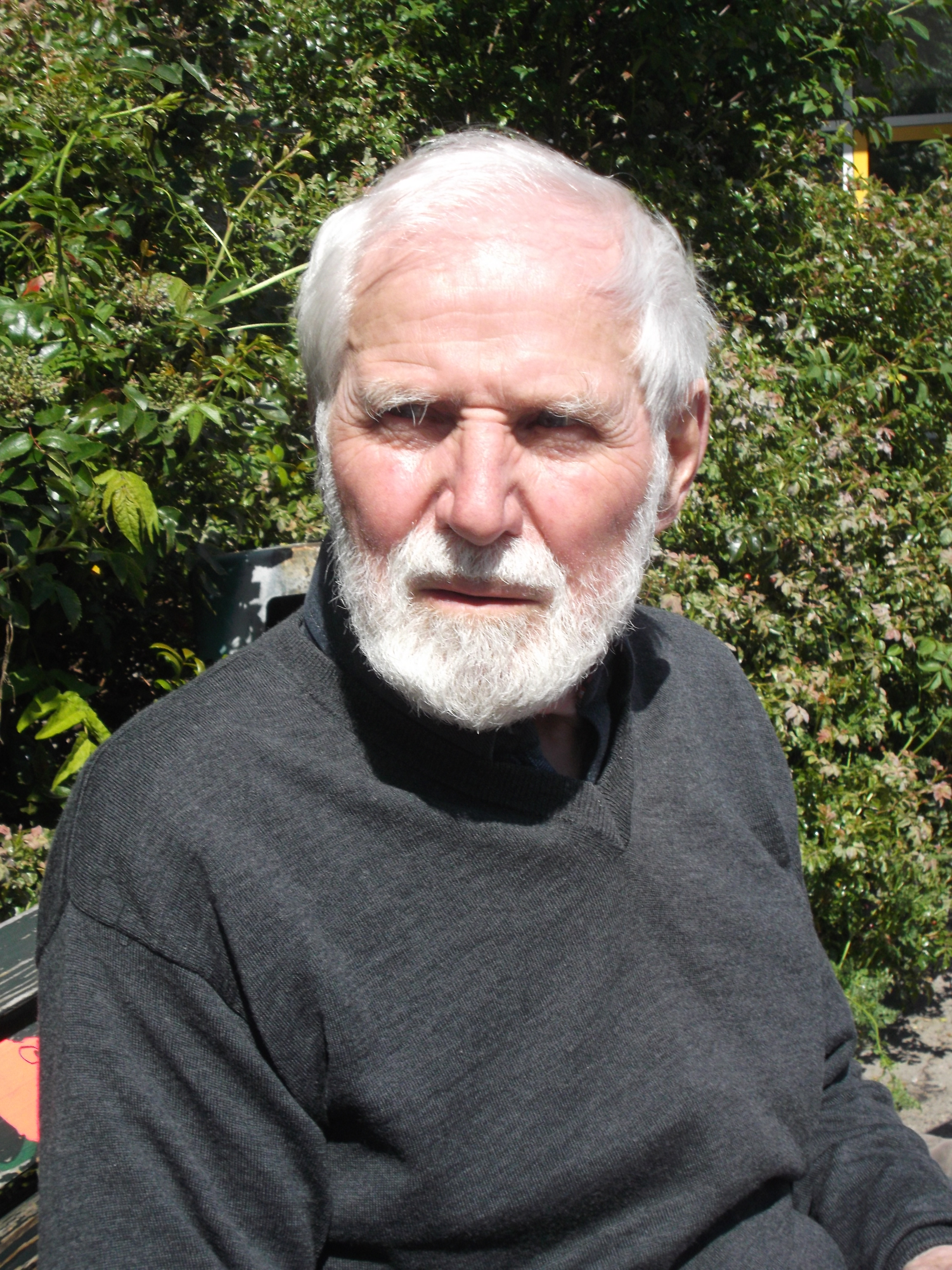
Rudolf Jürschik, Mai 2020

Rudolf Jürschik (* 15. November 1935 in Böhmisch Leipa, Tschechoslowakei) ist ein deutscher ehemaliger Filmproduzent und Chefdramaturg des DEFA-Spielfilmstudios in der DDR.

## Leben
Rudolf Jürschik stammt aus einer Arbeiterfamilie. 1946 siedelte die Familie nach Eilsleben (Börde). Dort besuchte er die Volksschule bis 1950. 1954 absolvierte er das Abitur an der OS Haldensleben. 1954/55 begann er ein Studium an der Universität Rostock an der schiffbautechnischen Fakultät.
1955/56 wechselte er als Bühnenarbeiter und aufnahmeleitender Assistent in das VEB DEFA-Studio für Spielfilme in Potsdam-Babelsberg. Von 1956 bis 1960 absolvierte Rudolf Jürschik ein Studium an der Deutschen Hochschule für Filmkunst Potsdam-Babelsberg mit der Fachrichtung Filmproduktion. 1960 erreichte er den Abschluss Diplom. Von 1960 bis 1963 arbeitete er dort als Assistent/Oberassistent mit dem Lehrgebiet Ästhetik/Filmwissenschaften. Von 1963 bis 1966 absolvierte er ein weiteres Studium der Gesellschafts-Wissenschaften an der Parteihochschule „Karl Marx“ (PHS) mit dem Diplom 1966. Von 1966 bis 1969 hatte er eine Aspirantur an der PHS mit Promotion zum Dr. phil. mit einer Dissertation zur Spezifik der Filmkunst unter dem philosophischen Aspekt der Subjekt-Objekt-Dialektik.
1969 folgte die Berufung zum Hochschuldozent für das Fachgebiet Kulturtheorie, Ästhetik und Filmtheorie. 1974 wurde er zum Professor ernannt. Ihm wurde anschließend die stellvertretende Lehrstuhlleitung für Kulturpolitik an der PHS übertragen. Im Mai 1977 folgte die Berufung zum Chefdramaturgen des DEFA-Studios für Spielfilme (als Nachfolger von Günter Schröder). Von Herbst 1989 bis März 1991 war Rudolf Jürschik als künstlerischer Leiter tätig.
Seit der Abwicklung des gesamten künstlerischen Bereichs des DEFA-Studios hatte Rudolf Jürschik  Veröffentlichungen in Fachzeitschriften zu ästhetischen und filmwissenschaftlichen Fragen.

## Veröffentlichungen
- Detlef Kannapin: Im Maschinenraum der Filmkunst – Erinnerungen des DEFA-Chefdramaturgen Rudolf Jürschik, Schriftenreihe der DEFA-Stiftung, Verlag Bertz + Fischer, Berlin 2021, ISBN 978-3-86505-418-0